# Clubbed to Death!
Clubbed to Death! ist eine EP der US-amerikanischen Band Blood on the Dance Floor. Sie erschien am 20. Juni 2012.

## Hintergrund
Ursprünglich war Clubbed to Death! eine Bonus-CD, welche separat dem Studioalbum (R)Evolution beilag, wenn man dieses auf der Website der Gruppe vorbestellte. Einen Tag nach der offiziellen Veröffentlichung des Hauptwerkes wurde die EP auf dem offiziellen Facebookaccount des Musikprojektes gratis zum Download angeboten, ehe sie in digitaler Form weitläufig in den Handel kam.
Nachdem Blood on the Dance Floor mit (R)Evolution unerwartet große Erfolge feiern konnten und es in den USA bis auf Platz 42 der Charts schafften, vermarktete man die Band auch in Europa. Hierzu fügte man alle drei Titel von Clubbed to Death! der 9-Track-EP The Anthem of the Outcast hinzu, um den Eindruck eines vollwertigen Studioalbums zu erwecken, und veröffentlichte diese physisch auf dem europäischen Markt. Alle drei Werke waren zudem im limitierten Boxset The Revolution Pack inkludiert.
Produziert wurden sämtliche Titel der EP von Rusty Wilmot, Stevie Blacke und Brandy Wynn, während die beiden Bandmitglieder Dahvie Vanity und Jayy von Monroe für das Songwriting zuständig waren. Als Gastinterpretin und -autorin tritt auf dem Titellied Haley Rose auf.

## Musik und Texte
Die drei sich auf Clubbed to Death! befindlichen Lieder unterscheiden sich in Inhalt und Stil, können jedoch alle übergeordnet der elektronischen Musik zugerechnet werden.
Der Titelsong der EP ist in mehrere Segmente unterteilt. So beginnt er mit einem etwa 14-sekündigen Metalcore-Teil, bei welchem Schlagzeug und E-Gitarre, sowie Screamogesang dominieren. Es folgt ein Stilbruch und ein etwa 42 Sekunden langer dramaturgischer Aufbau setzt ein, bei welchem nun ausschließlich elektronische Instrumente wie Synthesizer und Drumcomputer, sowie Haley Roses Stimme, welche fortlaufend die Worte „Fame“, „Sex“, „Dance“ und „Death“ wiederholt, zum Einsatz kommen. Danach folgt der längste Teil des Liedes, der zirka eine Minute und 50 Sekunden dauert: über einem stampfenden Eurodance-Beat werden Rapstrophen von Dahvie Vanity und Screamoparts von Jayy von Monroe vorgetragen. Danach findet ein weiterer Genrewechsel statt: nun rappen bzw. screamen alle drei Interpreten abwechselnd über ein Dubstep-Instrumental. Für die letzten Sekunden ist erneut dasselbe Metalcore-Segment wie am Anfang zu hören. Inhaltlich ist Clubbed to Death ein sehr aggressiver und provokanter Track, der sich derber, sexueller und brutaler Bildsprache bedient. Dabei werden die eigenen Unterstützer positiv hervorgehoben, während die Gegner der Band beleidigt werden.
Deep Within ist dagegen ein deutlich konventioneller aufgebauter Electro-Pop-Song mit Dubstep-Elementen. Es wechseln sich hierbei ein von Jayy von Monroe klar gesungener Refrain und gerappte Strophen, welche von Dahvie Vanity vorgetragen werden, ab. Letzterer singt auch jeweils das Intro und Outro. In der Bridge sind die beiden Musiker abwechselnd zu hören, wobei von Monroe Screamogesang einsetzt. Die Stimmen beider Sänger sind teilweise mit Autotune verfremdet. Auffällig am Text des Liedes ist, dass die Passagen der beiden Musiker keinen inhaltlichen Bezug zueinander aufweisen. Von Monroe besingt mit teilweise metaphorischen Formulierungen eine Person, zu welcher er eine emotionale Beziehung besitzt, während Vanitys Raps überwiegend von Parties, Drogen und Sex handeln.
Where’s My Wonderland!? stellt das düsterste, langsamste und melodischste Lied der EP dar, welches sich zudem am nächsten an der Rockmusik befindet. Kraftvolle E-Gitarren begleiten harte Drumcomputer und einen Wobble Bass; eine weibliche Frauenstimme und Streichinstrumente verleihen dem Titel zudem einen symphonischen Einschlag. Beide Künstler singen durchgehend mit klarer Stimme. Der Text des Liedes ist durchwegs mit Anspielungen an die bekannte Lewis-Carroll-Geschichte Alice im Wunderland gespickt und handelt von einer Person, die sich selbst verloren hat und innere Leere bzw. emotionalen Schmerz verspürt.

## Covergestaltung
Das Cover zu Clubbed to Death! ist animiert und bebildert eine Fantasiegestalt, welche mit einem mit Nägeln besetzten Baseballschläger und seiner Klaue auf einen am Boden liegenden Mann eindrischt. Das Wesen ist im Kawaiistil gezeichnet, hat ein blaues Gesicht und rosa Fell, sowie violette Fledermausflügel, zwei kleine schwarze Hörner und einen rosa Schwanz. Sein Kopf ist mit einem Diamanten geschmückt und auf seine Stirn ist ein Petruskreuz tätowiert. An seinem lila Bauch ist ein Reißverschluss angebracht. Von dem Opfer der Gewalttat ist nur zu erkennen, dass es braune Haare und ein blaues T-Shirt trägt, sowie Tattoos an beiden Armen besitzt. Es liegt in einer großen Blutlache; außerdem spritzt noch mehr Blut in die Luft bzw. befindet sich an dem Schläger. Der Hintergrund zeigt mehrere Dreiecke, deren Farbe nach unten hin von rosa zu gelb verläuft. Am oberen Rand des Bildes steht der Bandname in Goldoptik; er ist stellenweise mit Blut befleckt. Im unteren Bereich des Motivs ist links der Name der EP in Orange zu sehen, darüber klein in Schwarz das Wort „presents:“. Noch weiter unten werden in dunkelgelben Lettern die drei Lieder des Werkes angepriesen. Darüber ist links in Weiß „Featuring“ zu lesen.

## Tracklist
| Nr. | Titel                               | Länge |
| --- | ----------------------------------- | ----- |
| 1.  | Clubbed to Death (feat. Haley Rose) | 3:26  |
| 2.  | Deep Within                         | 4:13  |
| 3.  | Where’s My Wonderland!?             | 3:44  |

## Erfolg
Als einzelne EP konnte Clubbed to Death! weltweit keine Charterfolge verbuchen.